# Хиноцька сільська рада
Хи́ноцька сільська́ ра́да — колишній орган місцевого самоврядування в Володимирецькому районі Рівненської області. Адміністративний центр — село Хиночі.

## Загальні відомості
- Хиноцька сільська рада утворена в 1940 році.
- Територія ради: 96,055 км²
- Населення ради: 1 318 осіб (станом на 2001 рік)

## Населені пункти
Сільській раді підпорядковані населені пункти:
- с. Хиночі
- с. Радижеве

## Склад ради
Рада складається з 16 депутатів та голови.
- Голова ради: Мартишевська Вікторія Леонідівна
- Секретар ради: Шеліган Микола Федорович

### Керівний склад попередніх скликань
| ПІБ                              | Основні відомості                                                               | Дата обрання | Дата звільнення |
| -------------------------------- | ------------------------------------------------------------------------------- | ------------ | --------------- |
| Швець Йосип Володимирович        | Сільський голова, 1961 року народження, член Народної партії                    | 26.03.2006   | 31.10.2010      |
| Мартишевська Вікторія Леонідівна | Сільський голова, 1967 року народження, освіта середня спеціальна, позапартійна | 31.10.2010   |                 |

Примітка: таблиця складена за даними сайту Верховної Ради України